# آنا وارونکر
آنا وارونکر (انگلیسی: Anna Waronker; ۱۰ ژوئیهٔ ۱۹۷۲ – ) خواننده-ترانه‌پرداز، آهنگساز، تهیه‌کننده اهل ایالات متحده آمریکا بود. وی از سال ۱۹۹۱ میلادی تاکنون مشغول فعالیت بوده‌است.